# Runder Robin

Runder Robin: Darstellung in dem Buch Omoo von Herman Melville

Ein Runder Robin, englisch Round-robin, ist eine Bitt- und Beschwerdeschrift, auch Petition genannt, die von ihren Verfassern und Befürwortern rundherum in einem Kreis unterschrieben worden ist, damit sie alle als gleich erscheinen und eine Rangfolge unter ihnen nicht ausgemacht werden kann, die die Hauptinitiatoren, abfällig manchmal auch Rädelsführer genannt, in der Sache verraten hätte. Dieser Brauch geht auf das Frankreich des 17. Jahrhunderts zurück, in dem solche Gesuche an König und Obrigkeit für die Beteiligten damals sehr gefährlich waren und von ihnen mit dem Verlust der Freiheit und des Lebens bezahlt werden konnten.

## Geschichte
Als erste sollen französische Regierungsbeamte so verfahren sein, indem sie unter ihre Eingaben, anstatt von oben nach unten mit ihrem Namen zu unterschreiben, irgendwelche Bänder rundherum in einem Kreis anbrachten. Diese Art der Signatur wurde auf Französisch ruban rond (wörtlich übersetzt Band um, oder auch Schleife um) genannt, aus dem dann im angelsächsischen Sprachraum, wohl durch den französischen Klang in der mündlichen Übermittlung, round robin wurde.

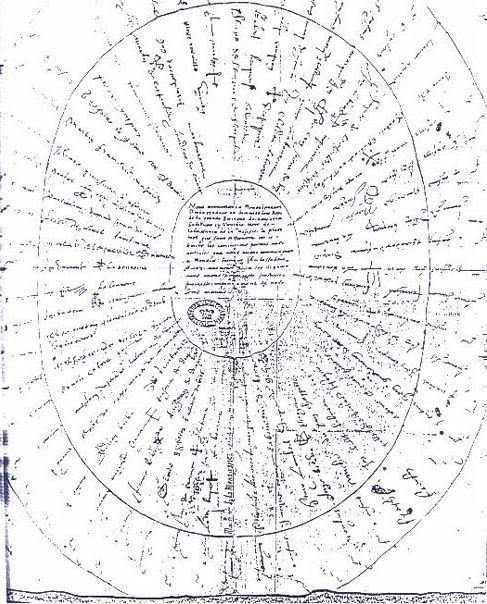
Der Runde Robin des Jessé de Forest von 1621

Ein bekanntes Beispiel für einen Runden Robin ist der sogenannte Antrag von Leyden des französischen Tuchhändlers Jessé de Forest an den englischen Botschafter in Den Haag, in dem darum gebeten wird, sich mit französischen und wallonischen Familien an der Ostküste von Nordamerika ansiedeln zu dürfen. Der Petition, in einem ersten Gesuch im Februar 1621 überreicht, wurde letztlich stattgegeben und de Forest gilt heute als Mitbegründer der Stadt New York.
Das Schreiben eines Runden Robins war vor allem unter englischen Schiffsbesatzungen verbreitet. In der englischen Kriegsmarine, der Royal Navy, ist er zum ersten Mal um das Jahr 1730 herum urkundlich nachweisbar. Aber auch weltweit war der Runde Robin den Seeleuten in der Handelsmarine bekannt. In seiner Erzählung Omoo hat der amerikanische Schriftsteller Herman Melville das Herstellen eines Runden Robins an Bord eines Seglers in der Südsee eingehend beschrieben.